# Оне су Оно
Оне су Оно (фр. Aunay-sous-Auneau) насеље је и општина у централној Француској у региону Центар (регион), у департману Ер и Лоар која припада префектури Шартр.
По подацима из 2011. године у општини је живело 1407 становника, а густина насељености је износила 72,49 становника/km². Општина се простире на површини од 19,41 km². Налази се на средњој надморској висини од 118 метара (максималној 161 m, а минималној 127 m).

## Демографија
| 1962. | 1968. | 1975. | 1982. | 1990. | 1999. | 2011. |
| ----- | ----- | ----- | ----- | ----- | ----- | ----- |
| 673   | 755   | 881   | 1.109 | 1.239 | 1.328 | 1.407 |

График промене броја становника у току последњих година